# Інженерна геодезія
Інжене́рна геоде́зія — розділ геодезії, в якому розглядаються методи, техніка і організація геодезичних робіт.
Основне завдання інженерної геодезії: створення науково обґрунтованих схем і програм побудови опорних геодезичних мереж, розроблення методів і приладів для пошуку, розробки і спостереження за стійкістю інженерних споруд. Включає топографо-геодезичні пошуки майданчиків і трас, інженерно-геодезичне проектування споруд, геодезичні розпланувальні роботи, трасування, геодезичну вивірку конструкцій і технологічного обладнання, спостереження за деформаціями споруд та їх основ.